# ارباب/برده (فناوری)
ارباب/برده (به انگلیسی: Master/slave) یا پایه/پیرو یا اصلی/فرعی یک مدل ارتباطی یا کنترل متقارن است که در آن یک دستگاه یا فرایند (ارباب) یک یا چند دستگاه یا فرایند دیگر (برده‌ها) را کنترل می‌کند و به عنوان مرکز ارتباطی آنها عمل می‌کند. در برخی از سامانه‌ها یک ارباب از میان یک گروه از دستگاه‌ها واجد شرایط برگزیده می‌شود و بقیهٔ دستگاه‌ها در نقش برده عمل می‌کنند. از نظر تاریخی، اصطلاحات ارباب/برده برای اولین بار در سال ۱۹۰۴ استفاده شد، هر چند تا قرن ۲۱ به دلیل ارتباط با برده‌داری مورد بحث قرار نگرفت و سازمانها و تولیدات شروع به جایگزینی آنها با اصطلاحات جایگزین کرند.

## نمونه‌ها
- سیستم‌های پنوماتیک و هیدرولیک ممکن است از یک سیلندر ارباب برای کنترل کردن یک یا چند سیلندر برده استفاده کنند.
- دستگاه‌های جانبی در یک گذرگاه به عنوان برده هستند.
- لوکوموتیوهای راه‌آهن ممکن است برای حمل بار زیاد از سیستم ارباب/برده استفاده کنند به طوری که همهٔ واگن‌ها بردهٔ لوکوموتیو اولی هستند.